# 埃爾米拉 (伊利諾伊州)
埃爾米拉（英語：Elmira）是位於美國伊利諾伊州斯塔克縣的一個非建制地區。該地的面積和人口皆未知。

## 地理
埃爾米拉的座標為41°10′47″N 89°49′54″W / 41.17972°N 89.83167°W，而該地的平均海拔高度為238米（即781英尺）。